# 新加坡佛教
佛教徒約佔新加坡人口的33%。2015年，在接受調查的3,276,190名新加坡人中，有1,087,995人（33.21%）認定自己是佛教徒。
新加坡的佛教由世界各地的移民引入，佛教在新加坡的第一個歷史記錄可以在早期的華人寺廟和寺廟中觀察到，例如天福宮和蓮山雙林禪寺。
新加坡有各種各樣的佛教組織，其中較為主導的是由政府成立的新加坡佛教聯合會。

## 歷史
佛教在公元2世紀印度化時期首次出現在新加坡海峽周圍。由於新加坡作為英國貿易港口和殖民地國家的歷史地位，以及第二次世界大戰期間日本殖民統治的短暫時期(昭南時期)，幾個世紀以來世界各地的各種佛教徒也來到定居，佛教在島上逐漸出現。

## 今天
隨著現代新加坡宗教自由的出現，大多數堅持佛教教義的新加坡人至少是一個佛教組織的參與者，同時也積極參與各種國際文化。新加坡佛教中也有積極的女性參與，包括非專業女性追隨者(居士)和女尼。佛教徒通常將自己歸類為上座部佛教徒或大乘佛教徒。

### 青年組織
最近，新加坡的佛教一直在復興，全國各地的佛教社會越來越受到新加坡年輕人的歡迎。這主要是因為這些社團多年來一直在發展，以適應年輕人的口味，這樣的佛教社團往往在理工學院和大學中找到如新加坡理工學院佛教學會和新加坡國立大學佛教學會。

### 佛教活動
公共佛教講話在新加坡越來越受歡迎，越來越多的海外佛教僧侶（尤其是阿姜查的眾出家弟子，如阿姜布拉姆等）來到新加坡進行佛學講座與禪修活動，這有助於加強新加坡佛教徒的信仰。
在過去幾年，新加坡舉辦了佛教電影節。

## 各信仰間互動
新加坡是一個宗教信仰多元化的社會。新加坡的佛教界為新加坡社會做出了很大貢獻，一個例子是佛教自由診所。佛教自由診所在新加坡設有多個分支，為公眾提供免費醫療服務，無論患者的種族或信仰為何。這表明佛教是新加坡宗教結構的一部分，以及新加坡的多重信仰如何相互融合。

## 延伸閱讀
- Chia, Jack Meng Tat (2009). "Buddhism in Singapore: A State of the Field Review （页面存档备份，存于）." Asian Culture 33, 81-93.
- Kuah, Khun Eng. State, Society and Religious Engineering: Towards a Reformist Buddhism in Singapore. Singapore: Eastern Universities Press, 2003.
- Ong, Y.D. Buddhism in Singapore: A Short Narrative History. Singapore: Skylark Publications, 2005.
- Shi Chuanfa 释传发. Xinjiapo Fojiao Fazhan Shi 新加坡佛教发展史 [A History of the Development of Buddhism in Singapore]. Singapore: Xinjiapo fojiao jushilin, 1997.
- Wee, Vivienne. “Buddhism in Singapore.” In Understanding Singapore Society, eds. Ong Jin Hui, Tong Chee Kiong and Tan Ern Ser, pp. 130–162. Singapore: Times Academic Press, 1997.

## 外部連結
- Singapore Buddhist Federation （页面存档备份，存于）